# 格林基 (拉諾夫齊區)
49°51′37″N 26°8′7″E / 49.86028°N 26.13528°E
格林基（烏克蘭語：Гриньки），是烏克蘭的村落，位於該國西部捷爾諾波爾州，由克列梅涅茨區負責管轄，始建於1807年，面積1.74平方公里，2001年人口264，人口密度每平方公里151.7人。